# Waldemar Duhs
Gustaf Waldemar Duhs, född 6 oktober 1875 i Filipstad, Värmland, död 13 september 1958, var en svensk fotograf och konstnär.
Han var son till ingenjören Gustaf Duhs och Emiilia Löfgren samt far till Folke Duhs fd vice vd för AB Bahco.
Waldemar Duhs var verksam som fotograf i Söderhamn från 1901 och Molkom från cirka 1911, han var autodidakt som konstnär och började måla först när han var 54 år. Han har haft en separatutställning på Värmlands museum 1932 och på Galleri Gummesons i Stockholm 1936. Hans konst bestod av naturalistiska landskap oftast från Värmland. 
Waldemar Duhs är representerad på Värmlands museum med målningen April landskap från Molkom.